# Niecka Połaniecka
Niecka Połaniecka (342.28) – rozległe zapadlisko na terenie powiatu staszowskiego w południowo-wschodniej części województwa świętokrzyskiego. Jest częścią Niecki Nidziańskiej położoną pomiędzy Pogórzem Szydłowskim na północy a Garbem Pińczowskim na południu. Nazwa pochodzi od miasta Połaniec.